# Толкачёв, Василий Васильевич
Василий Васильевич Толкачёв — советский военно-морской и политический деятель, контр-адмирал.

## Биография
Родился в 1929 году в Мценске. Член КПСС.
В 1947—1975 гг. — матрос и офицер Военно-Морского флота СССР.
В 1975—1980 гг. — начальник штаба Государственного Центрального полигона номер 6 Министерства Обороны СССР на Новой Земле
В 1980—1984 гг. — начальник штаба Краснознаменной Каспийской флотилии.
В 1984—1987 гг. — командующий Краснознаменной Каспийской флотилии ВМФ.
Избирался депутатом Верховного Совета Азербайджанской ССР 11-го созыва. Делегат XXVII съезда КПСС.
Умер в 1997 году в Баку.

## Награды
- Орден Октябрьской Революции
- Орден «За службу Родине в Вооружённых Силах СССР» III степени